# NMC Music
La NMC Music (in ebraico: אן אם סי) è una casa discografica israeliana. Fondata nel 1964, subordinata alla CBS, è diventata indipendente nel 1988.
Tra gli artisti rappresentati dalla NMC troviamo: Yehuda Poliker, Mashina, Chava Alberstein, Ehud Banai, Meir Banai, Shlomi Shabat, T-Slam, Erez Lev Ari, Shalom Hanoch, Mark Elder.